# Grainfield (Kansas)
Grainfield – miasto położone w Hrabstwo Gove. Liczba ludności w 2010 roku wynosiła 277.